# Baryconus striolatus
Baryconus striolatus är en stekelart som först beskrevs av Cameron 1912.  Baryconus striolatus ingår i släktet Baryconus och familjen Scelionidae. Inga underarter finns listade.